# Bisanthe pulchripennis
Bisanthe pulchripennis es una especie de mantis de la familia Mantidae.

## Distribución geográfica
Se encuentra en Botsuana, Namibia y Transvaal   (Sudáfrica).